# Butterflies
"Butterflies" je píseň běloruské skupiny 3+2, kterou napsali Maxim Fadeev a Malka Chaplin. V květnu 2010 s ní reprezentovali Bělorusko na Eurovision Song Contest 2010 v norském Oslu, spolu se švédským klavíristou Robertem Wellsem.

## Eurovision Song Contest 2010
Skupina 3+2 byla interně vybrána v březnu 2010, aby reprezentovala Bělorusko v soutěži. O výběr se postaral veřejnoprávní vysílatel NDTRK RB, nejprve s písní "Far Away". Nicméně, dne 19. března bylo oznámeno, že 3+2 mění píseň, a že nyní zazpívají píseň "Butterflies", a to v 1. semifinále 25. května.
V semifinále se umístili v nejlepší desítce, a proto vystoupili i ve finále. Ve finále se v součtu umístili předposlední na 24. místě z 25 finalistů.
S posledními třemi hlasujícími státy dostali 12 bodů z Gruzie a tak se posunuli o jedno místo nahoru a odsunuli Velkou Británii na poslední místo.